# NJ/NY Gotham FC
NJ/NY Gotham FC er en professionel kvindefodboldklub i Harrison, New Jersey, USA som har deltaget i National Women's Soccer League siden 2013. Fra 2009 til 2011 spillede holdet i Women's Professional Soccer (WPS).
Klubben gik tidligere under navnet 'Sky Blue FC', indtil navneskiftet i 2020.

## Aktuel trup
I tilfælde af at en spiller ikke har erklæret, hvilket landshold vedkommende måtte tilhøre, så er fødselsstedet afgørende for nationaliteten. Truppen er korrekt pr. 9. marts 2020.
| Nr. | Position        | Spiller          | Nation              |
| --- | --------------- | ---------------- | ------------------- |
| 1   | Målmand         | Kailen Sheridan  | Canada              |
| 2   | Forsvarsspiller | Kaleigh Riehl    | USA                 |
| 3   | Forsvarsspiller | Caprice Dydasco  | USA                 |
| 4   | Angriber        | Paige Monaghan   | USA                 |
| 7   | Midtbanespiller | McCall Zerboni   | USA                 |
| 8   | Forsvarsspiller | Erica Skroski    | USA                 |
| 9   | Midtbanespiller | Nahomi Kawasumi  | Japan               |
| 10  | Midtbanespiller | Carli Lloyd      | USA                 |
| 11  | Angriber        | Mallory Pugh     | USA                 |
| 12  | Forsvarsspiller | Gina Lewandowski | USA                 |
| 13  | Målmand         | DiDi Haracic     | Bosnien-Hercegovina |
| 14  | Midtbanespiller | Kenie Wright     | USA                 |
| 16  | Midtbanespiller | Sarah Woldmoe    | USA                 |
| 17  | Forsvarsspiller | Domi Richardson  | USA                 |
| 19  | Midtbanespiller | Elizabeth Eddy   | USA                 |
| 20  | Angriber        | Evelyne Viens    | Canada              |
| 22  | Forsvarsspiller | Mandy Freeman    | USA                 |
| 24  | Forsvarsspiller | Estelle Johnson  | Cameroun            |
| 25  | Angriber        | Ifeoma Onumonu   | Nigeria             |
| 28  | Angriber        | Imani Dorsey     | USA                 |
| 35  | Målmand         | Megan Hinz       | USA                 |
| 73  | Midtbanespiller | Madison Tiernan  | USA                 |
| —   | Angriber        | Margaret Purce   | USA                 |

## Resultater
Women's Professional Soccer
- Vindere (1): 2009